# Наблюдение
Наблюдението е дейност на едно разумно или сетивно същество (например човека), което изпитва чувства и усвоява знания за едно явление, надграждайки предишните си познания и идеи за него. Наблюдението е нещо повече от простия акт на наблюдаване: за да извърши наблюдение, едно същество трябва освен да наблюдава и да прави опити да прибави получената информация към досегашното си знание. Наблюденията се изразяват с твърдения, основаващи се на едно от шестте сетива. Наблюденията, които се основават на самоопределени инструменти, често пъти не са надеждни. Подобни наблюдения е трудно да бъдат възпроизведени, защото могат да бъдат различни при един и същ стимул. Поради тази причина те не са особено полезни в точните науки (като например физиката), коите изискват обективно дефинирани инструменти. Такива инструменти са например спектрометрите, осцилоскопите, камерите, телескопите, интерферометрите, магнетофоните, термометрите или часовниците, уреди с градуирани измервателни скали (степени) с цел подобряване на точността, качеството и полезността на информацията, получена при наблюдението.
Точността и значителният успех на науката се дължи преди всичко на точността и обективността (т.е. повтаряемостта) на наблюденията на научно изследваната реалност.

## Ролята на наблюдението в научния метод
Научният метод включва следните стъпки:
1. наблюдение на явление
2. формулиране на обяснителна хипотеза за това явление
3. предсказване на логично следствие от предположението (хипотезата)
4. тестване на предвиждането
5. преглед за грешки

Наблюдението играе роля в първата и четвъртата стъпка от списъка. Преценката се осланя на петте сетива: зрение, слух, вкус, соматосензорна система и обоняние, както и на различни техники на измерване. От само себе си се разбира, че наблюденията са свързани с определени ограничения.

## Наблюдението във философията и психологията
Наблюдението е най-примитивният метод за набиране на информация. Безспорно негово предимство е, че наблюдаващият може да подбере обект, който да наблюдава в нужната среда и при необходимите условия. Основният недостатък произтича от факта, че всеки наблюдаван променя, дори и неволно, поведението си ако знае, че го наблюдават. Това прави наблюдението не особено надеждно.